# Paroisses du Patriarcat de Venise
 (décembre 2023).
Si vous disposez d'ouvrages ou d'articles de référence ou si vous connaissez des sites web de qualité traitant du thème abordé ici, merci de compléter l'article en donnant les références utiles à sa vérifiabilité et en les liant à la section « Notes et références ».
 (décembre 2023).
La mise en forme du texte ne suit pas les recommandations de Wikipédia : il faut le « wikifier ».
Les points d'amélioration suivants sont les cas les plus fréquents. Le détail des points à revoir est peut-être précisé sur la page de discussion.
- Les titres sont pré-formatés par le logiciel. Ils ne sont ni en capitales, ni en gras.
- Le texte ne doit pas être écrit en capitales (les noms de famille non plus), ni en gras, ni en italique, ni en « petit »…
- Le gras n'est utilisé que pour surligner le titre de l'article dans l'introduction, une seule fois.
- L'italique est rarement utilisé : mots en langue étrangère, titres d'œuvres, noms de bateaux, etc.
- Les citations ne sont pas en italique mais en corps de texte normal. Elles sont entourées par des guillemets français : « et ».
- Les listes à puces sont à éviter, des paragraphes rédigés étant largement préférés. Les tableaux sont à réserver à la présentation de données structurées (résultats, etc.).
- Les appels de note de bas de page (petits chiffres en exposant, introduits par l'outil «  Source ») sont à placer entre la fin de phrase et le point final[comme ça].
- Les liens internes (vers d'autres articles de Wikipédia) sont à choisir avec parcimonie. Créez des liens vers des articles approfondissant le sujet. Les termes génériques sans rapport avec le sujet sont à éviter, ainsi que les répétitions de liens vers un même terme.
- Les liens externes sont à placer uniquement dans une section « Liens externes », à la fin de l'article. Ces liens sont à choisir avec parcimonie suivant les règles définies. Si un lien sert de source à l'article, son insertion dans le texte est à faire par les notes de bas de page.
- La présentation des références doit suivre les conventions bibliographiques. Il est recommandé d'utiliser les modèles {{Ouvrage}}, {{Chapitre}}, {{Article}}, {{Lien web}} et/ou {{Bibliographie}}. Le mode d'édition visuel peut mettre en forme automatiquement les références.
- Insérer une infobox (cadre d'informations à droite) n'est pas obligatoire pour parachever la mise en page.

Pour une aide détaillée, merci de consulter Aide:Wikification.
Si vous pensez que ces points ont été résolus, vous pouvez retirer ce bandeau et améliorer la mise en forme d'un autre article.
Il y a 126 paroisses du Patriarcat de Venise réparties entre les communes et les frazioni appartenant à la ville métropolitaine de Venise.
En 1927, sous la pression du gouvernement Mussolini qui exigeait une meilleure cohérence entre les subdivisions politiques et ecclésiastiques, le patriarcat, qui s'étendait jusqu’alors quasi exclusivement sur la lagune de Venise, incorpore les paroisses de l'arrière-pays vénitien dont Mestre, Marghera et les faubourgs du district (qui faisaient déjà partie du doyenné de Martellago, dans le diocèse de Trévise).
Le patriarcat compte 13 vicariats, subdivisé en 126 paroisses :
1. Vicariat de San Marco-Castello
2. Vicariat de San Polo-Santa Croce-Dorsoduro
3. Vicariat du Lido
4. Vicariat de Cannaregio-Estuario
5. Vicariat de Mestre
6. Vicariat de Carpenedo
7. Vicariat de Favaro-Altino
8. Vicariat de la Castellana
9. Vicariat de Marghera
10. Vicariat de Gambarare
11. Vicariat de Eraclea
12. Vicariat de Jesolo
13. Vicariat de Caorle

## Exceptions à l'extension du diocèse
En raison des délimitations historiques, le diocèse n'englobe pas l'ensemble d'un territoire communal, laissant quelques paroisses aux diocèses limitrophes. Les cas concernés sont :
- les quatre paroisses de l'île de Pellestrina (commune de Venise) constituent le vicariat homonyme dépendant du diocèse de Chioggia;
- les deux paroisses de Malcontenta (it) ont toutes deux leurs sièges dans la commune de Venise mais, comme elles s'étendent surtout dans la commune de Mira, elles dépendent du vicariat de Gambarare (it);
- la paroisse de Cittanova (it) de San Donà di Piave (près d'Eraclea), qui était déjà un ancien siège du pouvoir épiscopal et ducal, n'appartient pas, comme le reste de la commune, au diocèse de Trévise;
- Marocco (it), frazione subdivisée administrativement entre Mogliano Veneto et Venise, appartient entièrement au diocèse de Trévise (paroisse de Sant'Antonio di Mogliano Veneto);
- Ca' Nani (it), frazione de Jesolo, appartient à la paroisse de Santa Maria di Piave (diocèse de Trévise);
- San Giorgio di Livenza (it), frazione de Caorle, appartient au diocèse de Vittorio Veneto;
- Brussa (it) et Castello, frazioni de Caorle, appartiennent au diocèse de Concordia-Pordenone.

## Vicariat de San Marco-Castello
Comprend les paroisses des sestieri de San Marco et Castello dans le centre historique de Venise. La population du vicariat s'élève à 20.465 âmes.
| Paroisse                                              | Patron                      | Commune | Frazione/Quartier     | Population |
| ----------------------------------------------------- | --------------------------- | ------- | --------------------- | ---------- |
| San Moisè                                             | San Mosè                    | Venise  | San Marco             | 1.255      |
| San Giovanni in Bragora                               | San Giovanni Battista       | Venise  | Castello              | 1.405      |
| Sant′Elena (Salésiens)                                | Sainte Hélène impératrice   | Venise  | Castello (Sant'Elena) | 2.044      |
| San Francesco della Vigna (Frères mineurs)            | Saint François d'Assise     | Venise  | Castello              | 1.764      |
| San Francesco di Paola (Salésiens)                    | Saint François de Paule     | Venise  | Castello              | 1.461      |
| San Giuseppe di Castello vulgo Sant′Isepo (Salésiens) | Saint Joseph                | Venise  | Castello              | 1.885      |
| San Luca                                              | Saint Luc évangéliste       | Venise  | San Marco             | 742        |
| Santa Maria Formosa                                   | Purification de Marie       | Venise  | Castello              | 1.573      |
| San Martino di Castello                               | Saint Martin de Tours       | Venise  | Castello              | 1.300      |
| San Pietro di Castello (Salésiens)                    | Pierre apôtre               | Venise  | Castello              | 1.461      |
| San Salvador                                          | Saint Sauveur               | Venise  | San Marco             | 877        |
| Santo Stefano                                         | Saint Étienne martyr        | Venise  | San Marco             | 1.387      |
| San Zaccaria                                          | Saints Zacharie et Athanase | Venise  | Castello              | 1.359      |
| Santi Giovanni e Paolo (Ordre des Prêcheurs)          | Saints Jean et Paul martyrs | Venise  | Castello              | 1.952      |

## Vicariat de San Polo-Santa Croce-Dorsoduro
Comprend les paroisses de sestieri de San Polo, Santa Croce e Dorsoduro (y compris la Giudecca) dans le centre historique de Venise. La population du vicariat s'élève à 24.441 âmes.
| Paroisse                                       | Patron                                         | Commune | Frazione/Quartier | Population |
| ---------------------------------------------- | ---------------------------------------------- | ------- | ----------------- | ---------- |
| San Cassiano                                   | Saint Cassien d'Imola et Sainte Cécile martyrs | Venise  | San Polo          | 1.783      |
| Carmini                                        | Notre-Dame du Mont-Carmel                      | Venise  | Dorsoduro         | 1.963      |
| Frari (Frères mineurs conventuels)             | Sainte Marie Glorieuse (Assomption de Marie)   | Venise  | San Polo          | 2.700      |
| Sainte Marie du Rosaire dite i Gesuati         | Notre Dame du Rosaire                          | Venise  | Dorsoduro         | 1.180      |
| Sant'Eufemia (Frères mineurs capucins)         | Sainte Euphémie vierge et martyr               | Venise  | Giudecca          | 2.478      |
| San Gerardo Sagredo (Frères mineurs capucins)  | Saint Gérard de Hongrie                        | Venise  | Sacca Fisola      | 1.559      |
| San Giacomo dall'Orio                          | Saint Jacques le Majeur apôtre                 | Venise  | Santa Croce       | 1.774      |
| San Nicolò dei Mendicoli                       | Saint Nicolas                                  | Venise  | Dorsoduro         | 1.287      |
| San Pantalon                                   | Saint Pantaléon martyr                         | Venise  | Dorsoduro         | 617        |
| Angelo Raffaele dite Anzolo Rafael             | Saint Raphaël archange                         | Venise  | Dorsoduro         | 1.277      |
| San Silvestro                                  | Saint Sylvestre Ier pape                       | Venise  | San Polo          | 1.680      |
| San Simeon Grando                              | Saint Syméon prophète                          | Venise  | Santa Croce       | 1.678      |
| Santissimo Redentore (Frères mineurs capucins) | Très Saint Redempteur                          | Venise  | Giudecca          | 2.296      |
| San Trovaso                                    | Saint Gervais et Protais martyrs               | Venise  | Dorsoduro         | 1.075      |
| Tolentini (paroisse universitaire)             | Saint Nicolas de Tolentino                     | Venise  | Santa Croce       | 1.094      |

## Vicariat du Lido
Comprend les paroisses de l'ile du Lido de Venise. La population du vicariat s'élève à 16.805 âmes.
| Paroisse               | Patron                                       | Commune | Frazione/Quartier | Population |
| ---------------------- | -------------------------------------------- | ------- | ----------------- | ---------- |
| Santa Maria Elisabetta | Visitation de la Bienheureuse Vierge Marie   | Venise  | Lido              | 6.306      |
| Alberoni               | Sainte Marie du Salut                        | Venise  | Alberoni          | 998        |
| Malamocco              | Assomption de Marie                          | Venise  | Malamocco         | 1.623      |
| Sant'Antonio           | Purification de la Bienheureuse Vierge Marie | Venise  | Lido              | 4.339      |
| Ca' Bianca             | Saint Ignace de Loyola                       | Venise  | Lido              | 2.790      |
| San Nicolò             | Saint Nicolas de Bari                        | Venise  | Lido              | 749        |

## Vicariat de Cannaregio-Estuaire
Comprend les paroisses du sestiere du Cannaregio et des îles de Murano, Burano, Mazzorbo et Sant'Erasmo. La population du vicariat s'élève à 23.478 âmes.
| Paroisse                                                             | Patron                                                                    | Commune | Frazione/Quartier | Population |
| -------------------------------------------------------------------- | ------------------------------------------------------------------------- | ------- | ----------------- | ---------- |
| San Canciano                                                         | Saints Can, Cantien et Cantienne                                          | Venise  | Cannaregio        | 2.068      |
| Burano                                                               | Saint Martin de Tours                                                     | Venise  | Burano            | 2.573      |
| San Cristoforo dite Madonna dell'Orto (Congrégation de saint Joseph) | Saint Christophe martyr                                                   | Venise  | Cannaregio        | 1.624      |
| Mazzorbo                                                             | Saint Pierre apôtre et Sainte Catherine vierge et martyre                 | Venise  | Mazzorbo          | 290        |
| Sant'Alvise                                                          | Saint Louis de Toulouse                                                   | Venise  | Cannaregio        | 1.744      |
| San Donato                                                           | Santa Maria Assunta, Saint Donat martyr et Saint Cyprien évêque et martyr | Venise  | Murano            | 2.495      |
| Sant'Erasmo                                                          | Christ Roi                                                                | Venise  | Sant'Erasmo       | 757        |
| San Felice                                                           | Saint Félix martyr                                                        | Venise  | Cannaregio        | 1.266      |
| San Geremia                                                          | Saint Jérémie prophète et Sainte Lucie vierge et martyr                   | Venise  | Cannaregio        | 1.969      |
| San Giobbe (Canossiens)                                              | Saints Job et Bernardin                                                   | Venise  | Cannaregio        | 1.788      |
| San Giorolamo                                                        | Saint Jérôme                                                              | Venise  | Cannaregio        | 1.627      |
| San Marcuola                                                         | Saints Ermagore et Fortuné                                                | Venise  | Cannaregio        | 1.823      |
| San Pietro                                                           | Saint Pierre martyr                                                       | Venise  | Murano            | 1.946      |
| Santi Apostoli                                                       | Les XII Apôtres                                                           | Venise  | Cannaregio        | 1.508      |

## Vicariat de Mestre
Comprend les paroisses du centre de Mestre. La population du vicariat s'élève à 53.463 âmes.
| Paroisse                                 | Patron                            | Commune | Frazione/Quartier           | Population |
| ---------------------------------------- | --------------------------------- | ------- | --------------------------- | ---------- |
| Duomo di Mestre (it) San Lorenzo         | Saint Laurent martyr              | Venise  | San Lorenzo-XXV Aprile      | 9.282      |
| Altobello (Clercs réguliers de Somasque) | Cœur immaculé de Marie            | Venise  | Altobello                   | 3.620      |
| Santa Barbara                            | Sainte Barbara vierge et martyr   | Venise  | Santa Barbara               | 6.906      |
| Sacro Cuore                              | Sacré-Cœur de Jesus               | Venise  | Piave 1860                  | 7.700      |
| San Giuseppe                             | Saint Joseph                      | Venise  | Villaggio San Marco (it)    | 4.651      |
| San Lorenzo Giustiniani                  | Saint Laurent Justinien           | Venise  | Cipressina (it)             | 4.717      |
| San Marco                                | Saint Marc                        | Venise  | zona San Lorenzo-XXV Aprile | 4.324      |
| Santa Maria della Speranza               | Madonna della Salute              | Venise  | San Lorenzo-XXV Aprile      | 2.059      |
| Santa Maria di Lourdes                   | Sainte Marie Immaculée de Lourdes | Venise  | Piave 1860                  | 7.212      |
| Santa Rita                               | Sainte Rita                       | Venise  | Piave 1860                  | 4.114      |

## Vicariat de Carpenedo
Comprend les paroisses du faubourg de Carpenedo et des localités limitrophes. La population du vicariat s'élève à 43.287 âmes.
| Paroisse                         | Patron                                     | Commune | Frazione/Quartier  | Population |
| -------------------------------- | ------------------------------------------ | ------- | ------------------ | ---------- |
| Carpenedo                        | Saint Gervais et saint Protais             | Venise  | Carpenedo          | 5.552      |
| Addolorata                       | Notre-Dame des Douleurs                    | Venise  | Bissuola           | 8.698      |
| Bissuola                         | Sainte Marie de la Paix                    | Venise  | Bissuola           | 5.945      |
| Corpus Domini                    | Corpus Domini                              | Venise  | Quartier Pertini   | 3.324      |
| San Giovanni evangelista         | Saint Jean l'Évangéliste                   | Venise  | Carpenedo          | 3.704      |
| Santa Maria del Carmelo-Favorita | Notre-Dame du Mont-Carmel                  | Venise  | Favorita           | 2.386      |
| Santa Maria Goretti              | Saints Grégoire Barbarigo et Maria Goretti | Venise  | Carpenedo          | 5.539      |
| San Paolo                        | Saint Paul apôtre                          | Venise  | Carpenedo          | 3.390      |
| San Pietro Orseolo               | Saint Pierre Orseolo                       | Venise  | Carpenedo          | 4.632      |
| Santissima Trinità               | Très Sainte Trinité                        | Venise  | Village de Sartori | 2.503      |

## Vicariat de Favaro-Altino
Comprend les paroisses des communes de Quarto d'Altino, de Favaro Veneto et des environs (commune de Venise). La population du vicariat s'élève à 32.557 âmes.

## Source
- (it) Cet article est partiellement ou en totalité issu de l’article de Wikipédia en italien intitulé « Parrocchie del patriarcato di Venezia » (voir la liste des auteurs).